# Tiago Geralnik
Tiago José Geralnik (Rosario, Provincia de Santa Fe, Argentina; 31 de marzo de 2003) es un futbolista argentino, juega como mediocentro ofensivo en el Villarreal CF "C" de la Tercera División RFEF.

## Trayectoria
Tiago abandonó la cantera del Club Atlético River Plate en el año 2020 para unirse al Villarreal CF. Aún en edad juvenil, se convierte en un habitual del "equipo C" en la temporada 2021-22, incluso llegando a debutar con el filial en la tercera categoría nacional el 9 de enero de 2022 (disputando los últimos 27 minutos del encuentro frente al Algeciras CF, que se saldaría con victoria para estos últimos por 2-1).

## Clubes
Actualizado al último partido disputado el 3 de abril de 2022.
| Club              | País   | Año       | Partidos | Goles |
| ----------------- | ------ | --------- | -------- | ----- |
| Villarreal CF "C" | España | 2021-act. | 26       | 6     |
| Villarreal CF "B" | España | 2022-act. | 1        | 0     |

## Selección nacional
Fue incluido por el entrenador Lionel Scaloni en la convocatoria de la selección de fútbol de Argentina para los partidos de marzo de las Eliminatorias rumbo a la Copa Mundial de Fútbol de 2022, contra Venezuela y Ecuador.